# Фразасси
Пещеры Фразасси (итал. Grotte di Frasassi) — система карстовых пещер, входящих в региональный природный парк Гола делла Росса и Фразасси в Марке, Италия.

## История
Пещеры Фразасси были открыты спелеологами в 1948 году. Система пещер во Фразасси имеет протяжённость около 30 километров. Систематическое изучение пещер началось в сентябре 1971 года, когда учёными была открыта пещера, получившая название «Анконская пропасть». В пещерах существуют сталактиты, сталагмиты, сталагнаты.
Пещеры Фразасси также известны тем, что в одной из пещер, которая носит название «Гроттафучиле», обитал основатель монашеского ордена сильвестринцев святой отшельник Сильвестр Гуццолини. В пещере Гроттафучиле до XIX века находился католический монастырь сильвестринцев.

## Фауна
В пещерах обитают представители отрядов рукокрылых, безлёгочных саламандр вида Speleomantes.

## В настоящее время
В настоящее время пещеры Фразасси открыты для публичного посещения. По пещерам проходит туристический маршрут протяжённостью около 1,5 километра. Маршрут проходит по пещерам, которые имеют название «Большой каньон», «Зал медведицы», «Зал скирд» и «Бесконечный зал».